# Anton von Schallhammer
Anton von Schallhammer (* 23. August 1800 in Salzburg, Erzstift Salzburg; † 6. Mai 1868 in Salzburg, Kaisertum Österreich) war ein österreichischer Offizier und Historiker.
Von Schallhammer trat mit 15 Jahren freiwillig in den Militärdienst ein, wurde 1843 zum Hauptmann befördert und trat 1849 aus gesundheitlichen Gründen vorzeitig in den Ruhestand.
Er befasste sich schon sehr früh mit der Militärgeschichte, schrieb zahlreiche Beiträge zu historischen, biographischen und topographischen Themen sowie über Salzburger Baudenkmäler (Dom, Hellbrunn, Kleßheim). Sein bekanntestes Werk ist die Darstellung der Kriegerischen Ereignisse im Herzogthum Salzburg in den Jahren 1800, 1805 und 1809. Im Jahr 1860 war er Mitbegründer der Gesellschaft für Salzburger Landeskunde.